# Kissné Köles Erika
Kissné Köles Erika (szlovénul Erika Köleš, Szentgotthárd, 1961. november 27.) magyarországi szlovén pedagógus, közéleti személyiség. 2002 és 2014 között az Országos Szlovén Önkormányzat elnökhelyettese, 2014-től az Országgyűlés első szlovén szószólója.

## Életpályája
Bár Szentgotthárdon született, gyermekkorát Felsőszölnökön töltötte. Középiskolai tanulmányait ismét szülővárosában végezte, a Vörösmarty Mihály Gimnáziumban érettségizett. Ezt követően felvették a szombathelyi Berzsenyi Dániel Tanárképző Főiskolára, ahol szlovén, valamint magyar nyelv és irodalomtanári diplomát szerzett 1984-ben. Első munkahelye a dalmandi körzeti általános iskola volt, ahol magyart tanított, illetve napközis csoportokat vezetett. 1985-ben a gödrei általános iskolába került, itt magyart, oroszt és technikát tanított. 1988-ban visszatért egykori gimnáziumába, ahol először kollégiumi nevelő volt. Időközben elvégezte a Janus Pannonius Egyetem magyar szakát, így a gimnáziumban magyart és szlovént oktatott. Ebben az időszakban részt vett a szlovén és magyar tantervek megalkotásában is. Emellett 1996-tól a Berzsenyi Dániel Tanárképző Főiskola óraadó tanára volt, itt szlovén leíró nyelvtant és nyelvoktatás módszertanát oktatta. 1998-ban a szentgotthárdi Szlovén Kulturális és Információs Központ szállodavezetője lett, ekkor távozott a gimnáziumtól és a főiskolától is. 1999-ben visszatért a közoktatásba, a szintén szentgotthárdi III. Béla Szakképző Iskola szlovén-, illetve magyartanára lett. Emellett 2012-ben az Oktatásfejlesztő és Kutatóintézet tantervfejlesztő munkatársa is volt.
Az 1990-es évek óta aktív résztvevője a magyarországi szlovén, illetve a szentgotthárdi közéletnek. Az 1998-as önkormányzati választáson független szlovén nemzetiségi jelöltként kedvezményes mandátummal beválasztották Szentgotthárd önkormányzatának képviselő-testületébe. 2002-ben szintén független szlovén nemzetiségi jelöltként választották meg, immár kedvezményes mandátum nélkül, négy évvel később pedig a Szentgotthárdi Választópolgárok Asztaltársasága jelöltjeként szerzett mandátumot. 2010-ben nem indult. 1998 és 2006 között a szentgotthárdi szlovén kisebbségi önkormányzat tagja, 2010 és 2014 között elnöke volt. Emellett 2002-ben az Országos Szlovén Önkormányzat elnökhelyettese lett, e tisztségében többször megerősítették. A 2014-es országgyűlési választáson a szlovén nemzetiségi lista vezetője volt. Mivel a lista nem szerzett kedvezményes mandátumot, így Kissné lett az Országgyűlés első szlovén nemzetiségi szószólója. Emiatt lemondott az önkormányzati mandátumairól. A 2018-as országgyűlési választáson ismét a szlovén nemzetiségi lista első helyére választották.
2011-ben Vas Megye Önkormányzata Szolgálatáért, 2013-ban a szentgotthárdi nemzetiségekért díjat kapott.